# Puente de Marco Polo
El puente de Marco Polo o puente de Lugou (en chino tradicional, 盧溝橋; en chino simplificado, 卢沟桥; pinyin, Lúgōu Qiáo) es un célebre puente de piedra granítica que se encuentra ubicado a 15 kilómetros a las afueras de la capital china, Pekín (Beijing), y que sirve para unir las dos orillas del Río Hai  (río Yongding). El puente es mencionado con admiración en el libro Los viajes de Marco Polo, escrito por Rustichello de Pisa y dictado a este por Marco Polo, razón por la cual en Occidente fue conocido con el nombre de "puente de Marco Polo". 

Sobre este río se encuentra un muy bello puente de piedra, tan bello en realidad que hay pocos en el mundo que lo igualen.
Los viajes de Marco Polo

El puente de Lugou fue también el escenario del incidente histórico que desencadenó la Segunda Guerra Sino-japonesa, dentro de la Segunda Guerra Mundial.

## Construcción

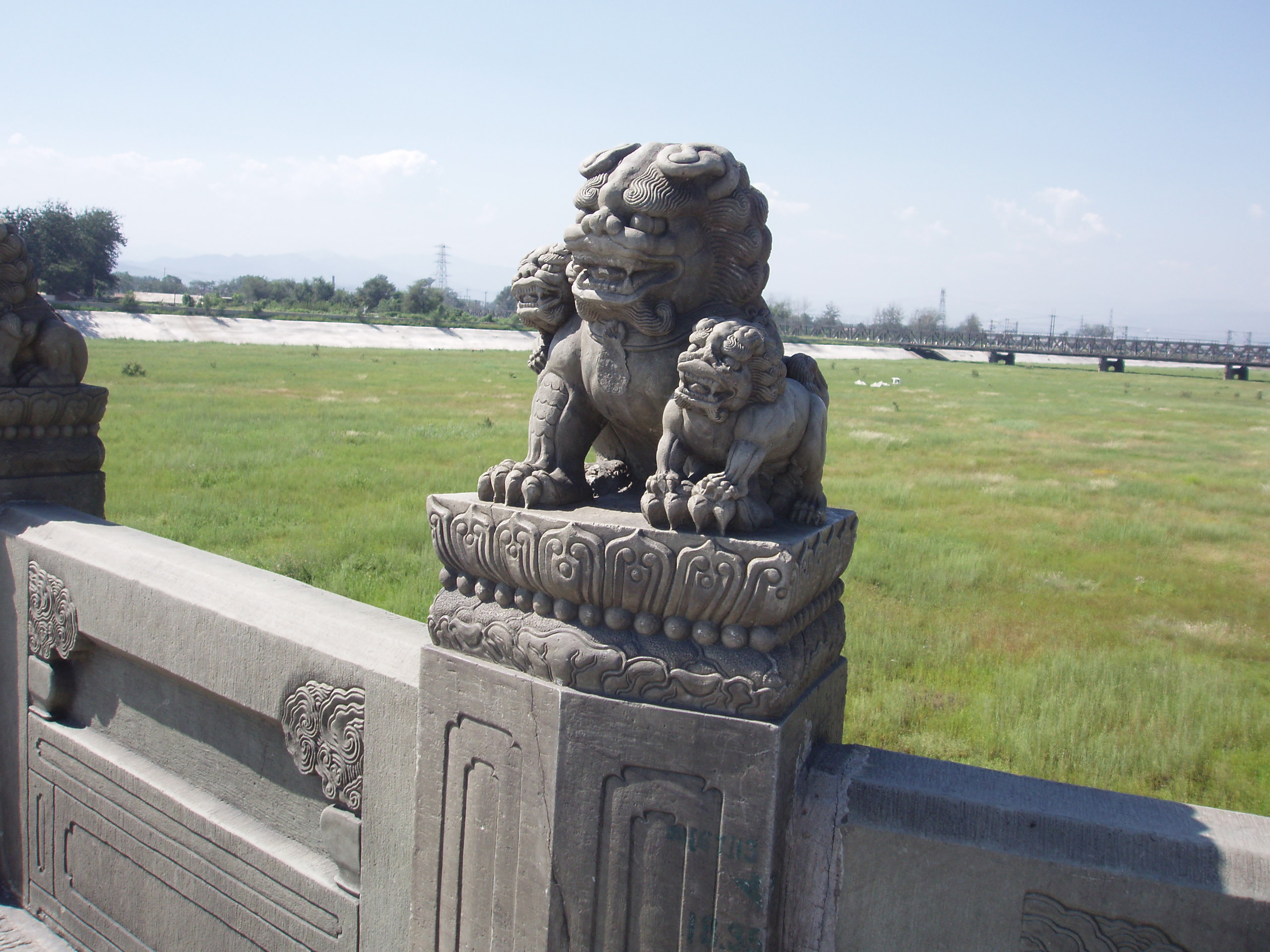

La construcción del puente original en este lugar dio inicio el año 1189, siendo concluido en 1192. Fue reconstruido más tarde, en 1698. El puente de Lugu tiene 266,5 m de largo por 9,3 m de ancho, y reposa sobre un total de 281 pilares. Sobre cada uno de dichos pilares se levanta un león de piedra. Lo más fascinante de estos animales es que ocultan cada uno de ellos a otros pequeños leones escondidos en su cabeza, su lomo, su vientre o sus patas.
Las investigaciones tendentes a determinar el número exacto de animales han arrojado resultados diversos, que van de 482 a 496 animales. Sin embargo, algunos documentos hablan de un total, originalmente, de 627 leones. La postura de cada león, así como la época de su tallado, son variables. La mayor parte de dichos leones data de la Dinastía Ming (1368-1644) o bien de la Dinastía Qing (1644-1911), aunque algunos datan de la más antigua Dinastía Yuan (1271-1368); no obstante algunos pocos de ellos se remontan a la segunda dinastía Jin (1115-1234).

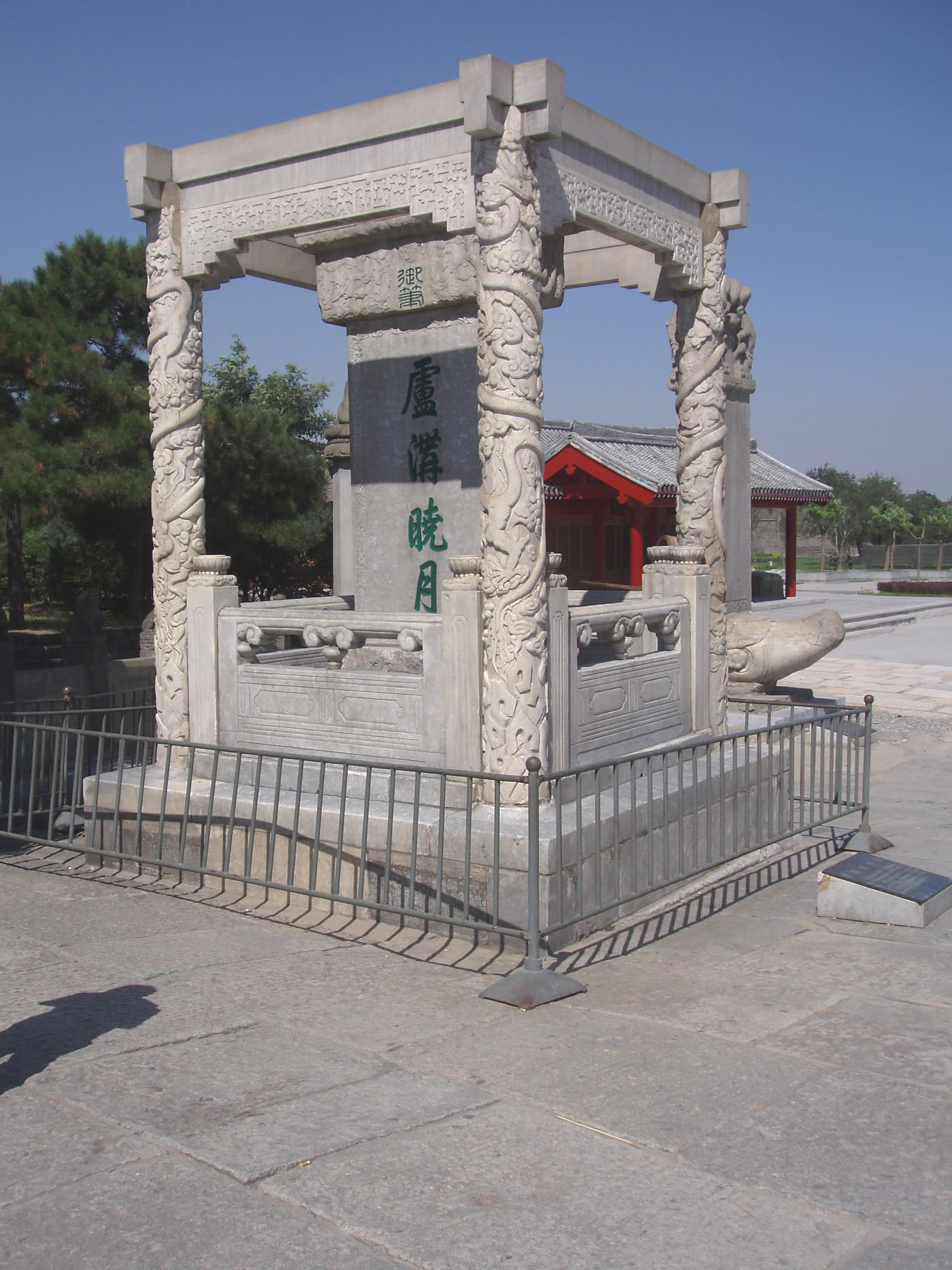

Cuatro columnas ornamentales de 4,65 m de altura y una estela grabada de mármol blanco se elevan en cada extremo del puente. Una de las estelas relata la reconstrucción del puente por el emperador Kangxi de la dinastía Qing en 1698. La otra está ornamentada con una caligrafía del emperador Qianlong, nieto de Kangxi. Allí dice: 'La luna de la mañana sobre Luguo'.
Y tras 700 años después del fin de su construcción, el puente ofrece una de las más célebres vistas panorámicas de la cercana ciudad de Pekín.
Además de la fama de que goza debido a sus características estéticas, el puente de Lugu está igualmente considerado como una obra maestra de la arquitectura. Construido con un sólido granito, con un amplio arco central flanqueado por otros diez arcos más pequeños, cada uno de ellos protegido por pilares de hierro triangulares instalados para prevenir los daños causados por las inundaciones o el hielo.

## Datos históricos

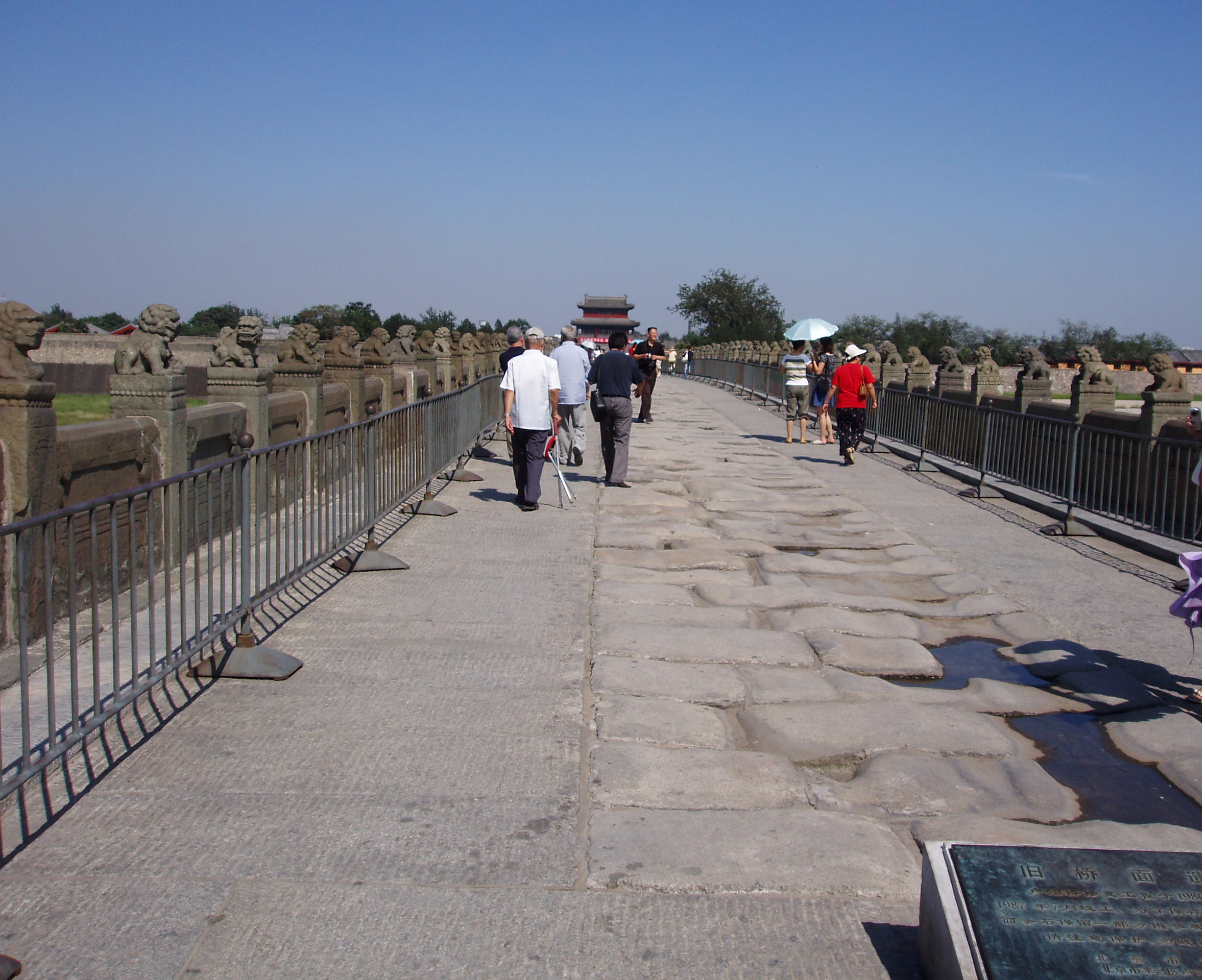

A pesar de su belleza intrínseca, el puente de Marco Polo no sólo tiene importancia por su consideración monumental y artística, sino que además tiene un lugar especial en la Historia de China, especialmente la relativa al siglo XX, y trae dolorosos recuerdos para el imaginario colectivo de dicho país. Es sobre este puente que dio inicio la Segunda Guerra Sino-japonesa el 7 de julio de 1937, que duró ocho largos años hasta la rendición del Japón en 1945. Los japoneses utilizaron como excusa la deserción de uno de los soldados de su ejército para desencadenar un enfrentamiento, que sirvió a su vez como detonante de la guerra.